# هيلغا ميس
هيلغا ميس (بالألمانية: Helga Mees)‏ (و. 1937 – 2014 م) هي مبارزة بالسيف ألمانية، ولدت في ساربروكن، شاركت في الألعاب الأولمبية الصيفية 1968، ومبارزة سيف الشيش في الألعاب الأولمبية الصيفية 1964 – سيدات رقائق ‏، والألعاب الأولمبية الصيفية 1960، والألعاب الأولمبية الصيفية 1964، ومبارزة سيف الشيش في الألعاب الأولمبية الصيفية 1964 – فريق سيدات رقائق ‏، توفيت في شيفرشتات، عن عمر يناهز 77 عاماً.

## روابط خارجية
- هيلغا ميس على موقع أوليمبيديا (الإنجليزية)